# Cykl Atkinsona

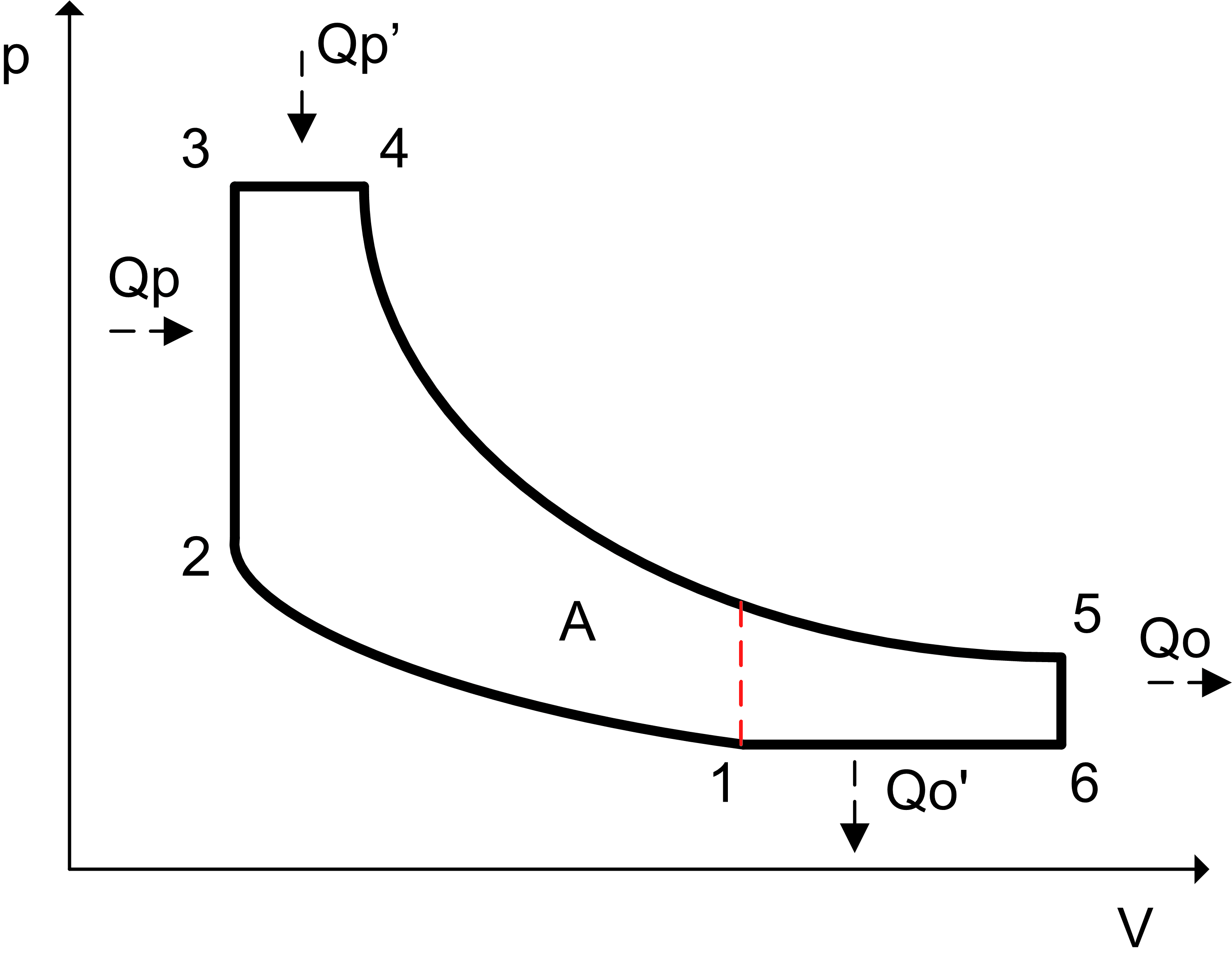
Wykres obiegu Atkinsona

Silnik Atkinsona – rodzaj układu pracy silnika spalinowego wynalezionego przez Jamesa Atkinsona w 1882.
Silnik oparty na cyklu Atkinsona znalazł zastosowanie na przykład w samochodach hybrydowych Toyoty z napędem Hybrid Synergy Drive: Priusie, Aurisie Hybrid, Yarisie Hybrid, pierwszym seryjnie produkowanym hybrydowym SUVie – Fordzie Escape Hybrid oraz w Lexusie NX, Lexusie UX, Lexusie CT, Hondzie Jazz Hybrid i najnowszej Hondzie CR-V Hybrid.

## Charakterystyka i parametry
Silnik pracujący w cyklu Atkinsona ma lepszą sprawność w zakresie średnich obrotów. Różnica w stosunku do tradycyjnego cyklu spalinowego silnika czterosuwowego (Cykl Otta) polega na tym, że kiedy zaczyna się suw sprężania, zawory są wciąż otwarte. Zamykają się z pewnym opóźnieniem, dlatego suw sprężania zostaje wyraźnie skrócony. Nie sprzyja to uzyskiwaniu dużej mocy maksymalnej, ale taki zabieg bywa stosowany, gdy priorytetem jest obniżenie zużycia paliwa oraz większa sprawność podzespołu.
Obieg Atkinsona cechuje to, że pojemność cylindra przed suwem sprężania nie jest równa objętości cylindra po suwie pracy, a suw pracy jest dłuższy od suwu sprężania, co powoduje lepsze wykorzystanie energii spalin i wzrost sprawności (w stosunku do cyklu pracy Otto)

## Silnik Atkinsona z wirującym tłokiem

Silnik Atkinsona z wirującym tłokiem

Cykl Atkinsona może być używany w silnikach z wirującym tłokiem.